# Martin France

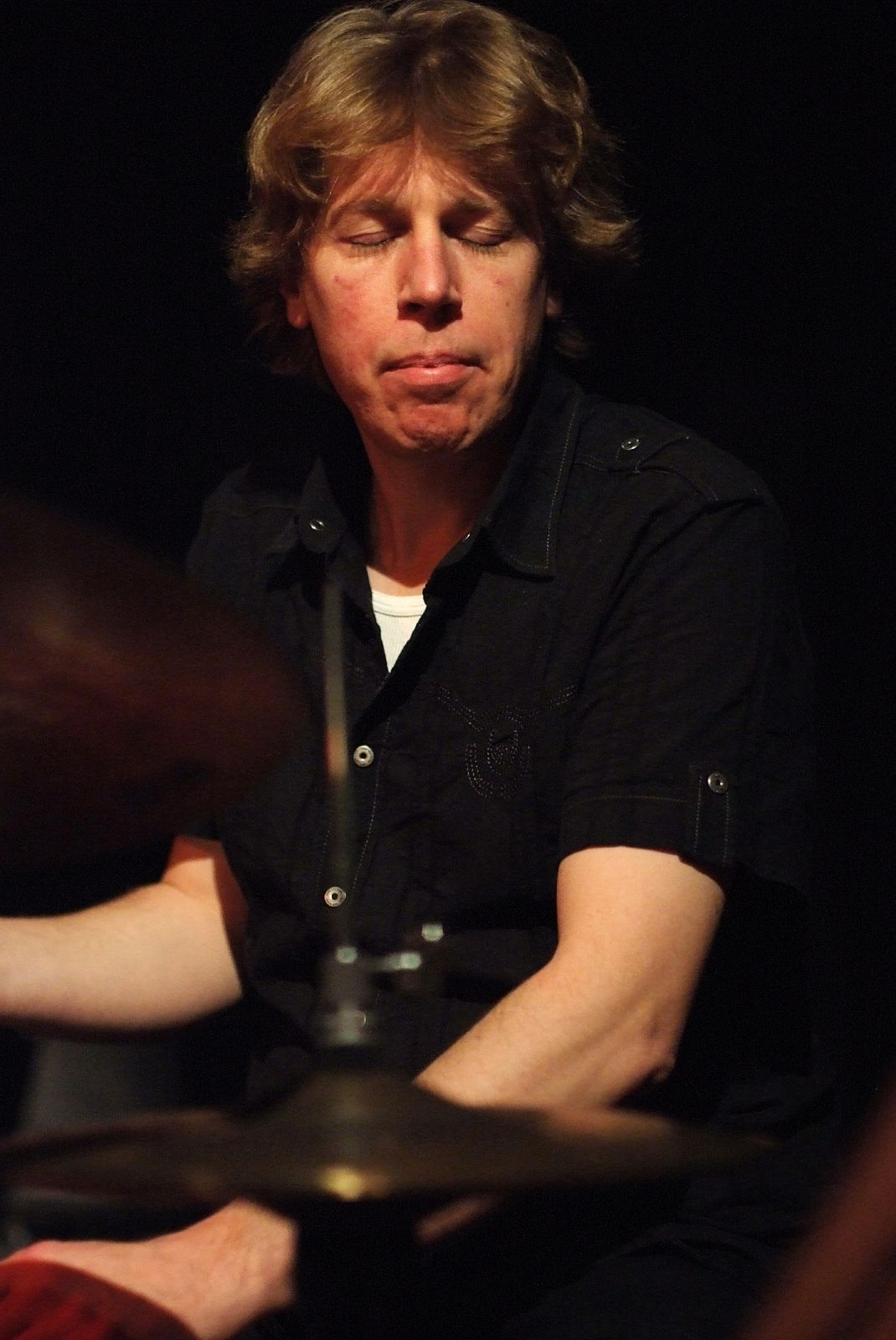
Martin France (2008)

Martin France (* 29. Februar 1964 in Rainham, Kent; † 5. September 2024) war ein britischer Jazzmusiker (Schlagzeug).

## Leben und Wirken
France, der aus einer musikalischen Familie stammte (beide Eltern sind Amateurmusiker), begann 1975 in Manchester mit dem Schlagzeugspiel. Er erhielt Schlagzeug-Unterricht bei Geoff Riley, Kenny Clare und Richard Smith und begleitete zunächst Sänger in Orgeltrios. 1982 zog er nach London und kam über die Zusammenarbeit mit Evan Parker und Kenny Wheeler zum Label ECM, bei dem er mit der kollaborativen Band First House, zu der auch Ken Stubbs, Django Bates und Mick Hutton gehörten ab 1983 zwei Alben veröffentlichte. Er tourte mit verschiedenen Bands des Labels und wurde Mitglied der Bandprojekte Human Chain und Loose Tubes seines Freundes Django Bates. Er arbeitete dann mit Musikern wie Iain Ballamy, David Gilmour, John Taylor, Lee Konitz, Dave Holland, Steve Swallow, Nils Petter Molvær, Bugge Wesseltoft, Michael Gibbs, Maria Schneider, der Kölner Saxophon Mafia, Vitold Rek, Norma Winstone und Sidsel Endresen zusammen. Daneben spielte er Musik für Filmsoundtracks und wirkte an Crossover-Projekten unter anderem mit der „London Sinfonietta“ und dem BBC National Orchestra of Wales mit. Auch war er an einigen Produktionen der NDR-Bigband beteiligt.
Insgesamt spielte France als Sideman auf mehr als 100 Alben, unter anderem mit Billy Jenkins, Julian Argüelles, Eddie Parker, Cleveland Watkiss, John Parricelli und Michiel Braam. Mit dem Pianisten Jan Gunnar Hoff, dem Gitarristen John Parricelli und dem Bassisten Bjørn Kjellemyr arbeitete er im Quartett. Anschließend gründete er mit dem Bassisten Tim Harries, dem Gitarristen John Parricelli und dem Keyboarder Terje Evensen die Gruppe Spin Marvel, deren gleichnamiges Album 2005 erschien. 2020 erschien das Album Krononaut. Zu hören ist er auch auf Yazz Ahmeds Album A Paradise in the Hold (2025).
France war Professor für Jazzschlagzeug/Percussion an der Royal Academy of Music.

## Lexigraphische Einträge
- Ian Carr u. a., The Rough Guide to Jazz. London: Rough Guide 2004, ISBN 978-1843532569.
- John Chilton, Who’s Who of British Jazz. London: Continuum 2004, ISBN 978-0826472342.